# Thomas ap Catesby Jones

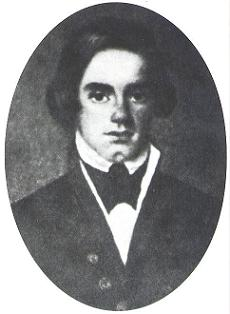

Thomas ap Catesby Jones (1790 - 1858) foi um oficial da Marinha dos Estados Unidos durante a Guerra anglo-americana de 1812 e a Guerra Mexicano-Americana.
Em 19 de outubro de 1842, ocupou Monterey, na época pertencente ao México, acreditando que a guerra com aquele país havia se iniciado, retirou-se quando percebeu o equivoco. Um incidente semelhante ocorreu uma semana depois, em San Diego